# Rautavaara
Rautavaara è un comune finlandese di 1477 abitanti, situato nella regione del Savo Settentrionale.